# Зелтыньш, Ян Андреевич
Ян Андреевич Зелтыньш (латыш. Jānis Zeltiņš; 23 апреля 1900 года, Лутрингенская волость, Гольдингенский уезд, Курляндская губерния — 1 января 1986 года) — директор Добельской МТС, Латвийская ССР. Герой Социалистического Труда (1958).

## Биография
Родился в 1900 году в бедной крестьянской семье в одном из сельских населённых пунктов Гольдингенского уезда Курлядской губернии. Трудовую деятельность начал подростком; трудился на различных производствах по найму. В 1917 году пошёл добровольцем в латышский стрелковый полк, затем служил в Красной Армии. Участвовал в борьбе за установление советской власти в Латвии. Во время независимой Латвии участвовал в деятельности подпольной коммунистической группы. В это же время трудился водителем на Елгавской мельнице. После присоединения Латвии к СССР с 1940 года — народный судья в Елгаве.
Во время германской оккупации был арестован за свои политические убеждения и находился в заключении. После освобождения из тюрьмы трудился шофёром и приёмщиком хлеба на Рутенской мельнице. С 1944 года служил в органах внутренних дел Латвийской ССР. В последующие годы — директор Элейской и затем — Тервейской машинно-тракторных станций (октябрь 1944—1951). С 1947 года — член ВКП(б).
В 1951 году назначен директором Добельской МТС. Под его руководством Добельская МТС показывала высокие трудовые результаты при обслуживании сельскохозяйственных предприятий Добельского района. Значительно увеличился парк Добельской МТС. Если в 1951 году парк состоял из 24 маломощных, 15 сильных тракторов и 4 зерноуборочных комбайна, то в 1957 году парк МТС насчитывал 118 тракторов и 25 комбайнов. Благодаря трудовой деятельности механизаторов Добельской МТС в колхозах Добельского района возросла урожайность зерновых и технических культур. Во втором году Шестой пятилетки (1956—1960) средняя урожайность зерновых по району возросла на 3,9 % и сахарной свёклы — на 70 % по сравнению с предыдущим 1951 годом.
Указом Президиума Верховного Совета СССР от 15 февраля 1958 года удостоен звания Героя Социалистического Труда "«за выдающиеся успехи, достигнутые в деле развития сельского хозяйства по производству зерна, картофеля, сахарной свеклы, мяса, молока и других продуктов сельского хозяйства, и внедрение в производство достижений науки и передового опыта» с вручением ордена Ленина и золотой медали Серп и Молот.
С 1958 года — директор Добельской машинно-мелиоративной станции.
В 1960 году вышел на пенсию, но продолжал трудиться. В 1960 году избран председателем колхоза «Старс» Добельского района и после объединения с колхозом «Варпа» с 1963 года — председатель колхоза «Варпа» Добельского района. Под его руководством колхоз «Варпа» добился значительных успехов в экономическом и социальном развитии. Вывел колхоз в число передовых сельскохозяйственных предприятий Добельского района. По итогам Восьмой пятилетки (1966—1970) доход колхоза составил 529 тысяч рублей при доходе в 140 тысяч рублей в 1960 году. Урожайность зерновых в 1970 году по сравнению с 1963 годом возросла с 8 центнеров с каждого гектара до 20,4 центнеров. Занимался строительством производственной базы и социальных объектов в колхозе.
Избирался заместителем народного судьи Добельского района, депутатом Добельского районного Совета народных депутатов, членом Пленума Добельского райкома Компартии Латвии, членом Добельского райисполкома.
В 1971 году вышел на пенсию. Умер в январе 1986 года.
Награды и звания
- Герой Социалистического Труда
- Орден Ленина
- Орден Трудового Красного Знамени (20.07.1950)